# Tuyết

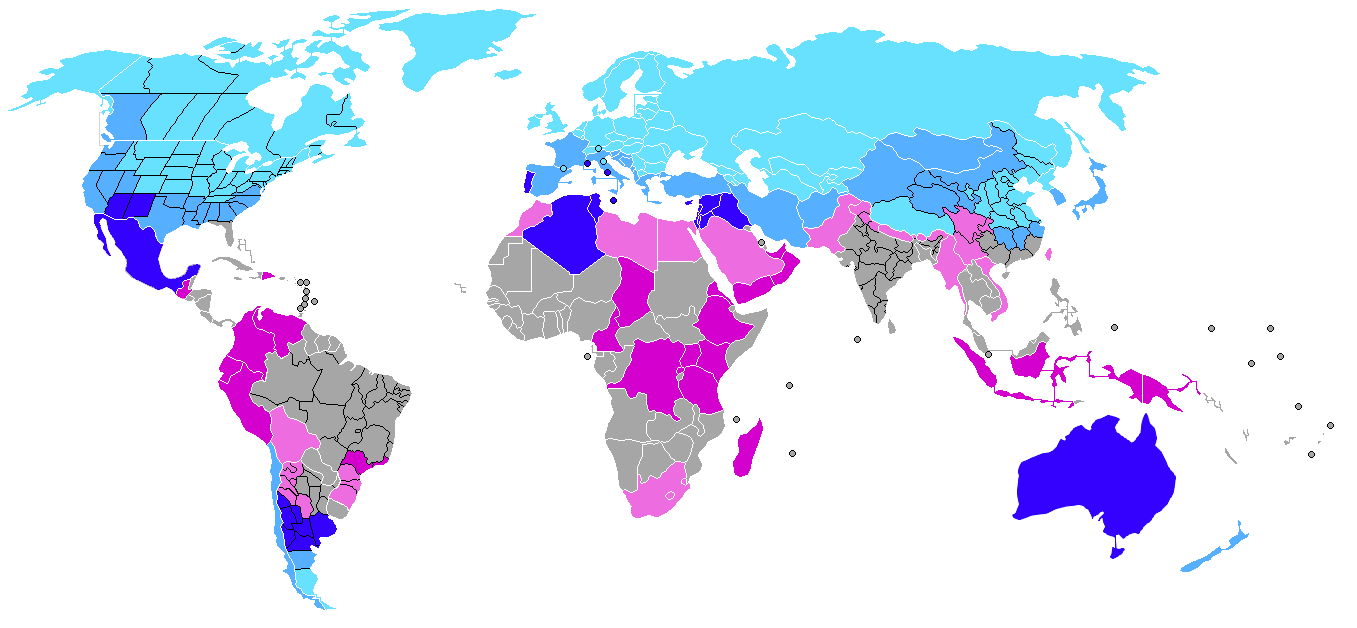
Sự xuất hiện của tuyết rơi trên toàn cầu. Xét theo độ cao so với mực nước biển (mét):
Dưới 500: Hàng năm
Dưới 500: Hàng năm, nhưng không xuất hiện toàn vùng
Dưới 500: Thỉnh thoảng,
Trên 500: Hàng năm
Trên 2.000: Hàng năm
Không xuất hiện

Tuyết bao gồm các tinh thể băng riêng lẻ phát triển trong khi lơ lửng trên bầu khí quyển, thường ở các đám mây và sau đó rơi xuống, tích tụ trên mặt đất nơi chúng trải qua những thay đổi tiếp theo. Nó bao gồm nước tinh thể đông lạnh trong suốt vòng đời của nó. Vòng đời này bắt đầu khi trong điều kiện thích hợp, các tinh thể băng hình thành trong khí quyển, tăng kích thước lên cỡ milimet, kết tủa và tích tụ trên bề mặt, sau đó biến hình tại chỗ, và cuối cùng tan chảy, trượt đi hoặc thăng hoa.
Bão tuyết hình thành và phát triển bằng cách lấy nước các nguồn độ ẩm không khí và không khí lạnh. Những bông tuyết hạt nhân xung quanh các hạt trong khí quyển bằng cách thu hút những giọt nước siêu lạnh, đóng băng trong các tinh thể hình lục giác. Những bông tuyết có nhiều hình dạng khác nhau, cơ bản trong số này là tiểu cầu, kim, cột và rime. Khi tuyết tích tụ thành một gói tuyết, nó có thể thổi thành những giọt nước. Theo thời gian, tuyết biến chất tích lũy, bằng cách thiêu kết, thăng hoa và đóng băng. Khi khí hậu đủ lạnh để tích lũy hàng năm, một dòng sông băng có thể hình thành. Mặt khác, tuyết thường tan theo mùa, gây ra dòng chảy vào sông suối và bổ sung lại vào nước ngầm.
Các khu vực dễ bị tuyết bao gồm các vùng cực, nửa cực bắc của Bắc bán cầu và các vùng núi trên toàn thế giới với đủ độ ẩm và nhiệt độ lạnh. Ở Nam bán cầu, tuyết bị giới hạn chủ yếu ở các vùng núi, ngoài Nam Cực.
Tuyết ảnh hưởng đến các hoạt động của con người như giao thông vận tải, nông nghiệp, thể thao,.. Tuyết cũng ảnh hưởng đến các hệ sinh thái, bằng cách cung cấp một lớp cách nhiệt trong mùa đông, theo đó thực vật và động vật có thể sống sót trong cái lạnh.

## Hình thành tinh thể
Tuyết phát triển trong các đám mây mà chính chúng là một phần của hệ thống thời tiết lớn hơn. Bản chất vật lý của sự phát triển tinh thể tuyết trong các đám mây là kết quả của một tập hợp các biến phức tạp bao gồm độ ẩm và nhiệt độ. Các hình dạng kết quả của các tinh thể rơi và rơi có thể được phân loại thành một số hình dạng cơ bản và sự kết hợp của chúng. Thỉnh thoảng, một số bông tuyết giống như tấm, đuôi gai và sao có thể hình thành dưới bầu trời rõ ràng với sự đảo ngược nhiệt độ rất lạnh.

### Sự hình thành mây
Các đám mây tuyết thường xảy ra trong bối cảnh các hệ thống thời tiết lớn hơn, trong đó quan trọng nhất là khu vực áp suất thấp, thường kết hợp các mặt trận ấm và lạnh như một phần của lưu thông. Hai nguồn tuyết bổ sung và sản xuất tại địa phương là bão ảnh hưởng hồ (cũng là hiệu ứng biển) và hiệu ứng độ cao, đặc biệt là ở vùng núi.

#### Vùng áp thấp

Extratropical cyclonic snowstorm, ngày 24 tháng 2 năm 2007—(Click for animation.)

Xoáy thuận ngoài nhiệt đới là những vùng áp thấp có khả năng tạo ra bất cứ thứ gì, từ mây và bão tuyết nhẹ đến bão tuyết lớn. Trong mùa thu, mùa đông và mùa xuân của một bán cầu, bầu khí quyển trên các lục địa có thể đủ lạnh qua độ sâu của tầng đối lưu để gây ra tuyết. Ở Bắc bán cầu, phía bắc của vùng áp thấp tạo ra nhiều tuyết nhất. Đối với các vĩ độ trung nam, phía bên của một cơn bão tạo ra nhiều tuyết nhất là phía nam.

#### Front

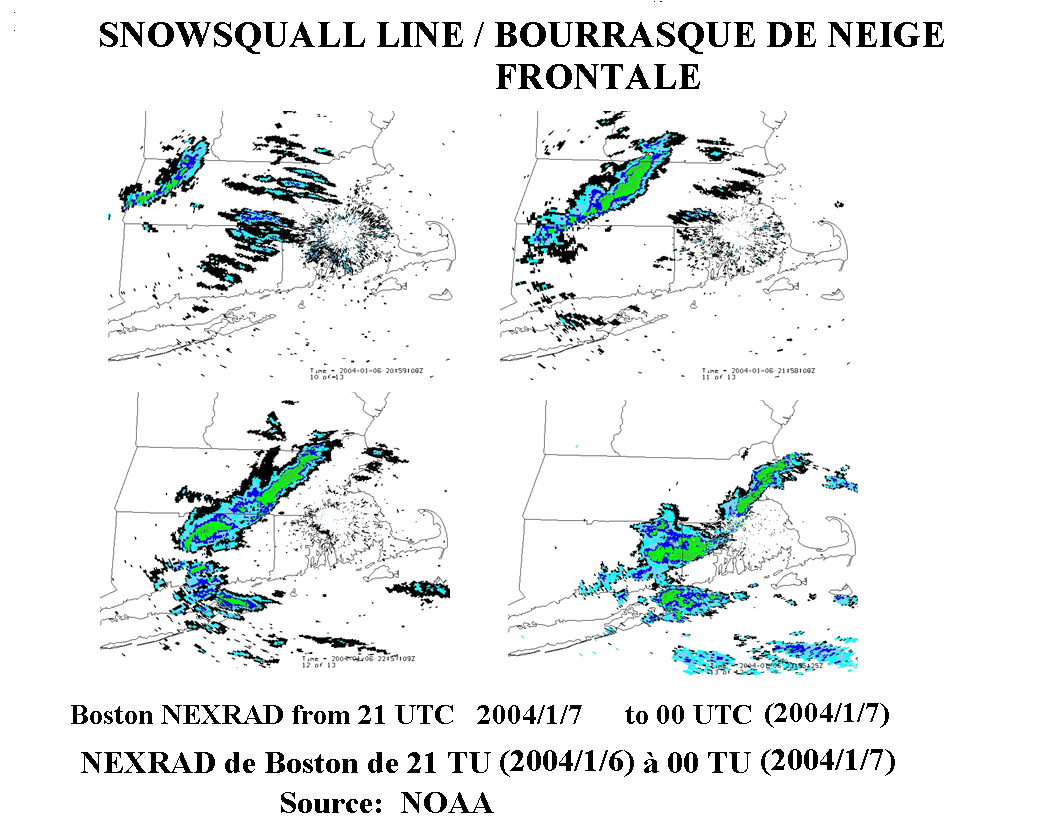
Snowsquall phía trước di chuyển về phía Boston, Massachusetts

Front lạnh, cạnh đầu của một khối không khí mát hơn, có thể tạo ra dòng tuyết phía trước dòng đối lưu cường độ cao phía trước (tương tự như một chiếc áo mưa), khi nhiệt độ gần đóng băng ở bề mặt. Sự đối lưu mạnh phát triển có đủ độ ẩm để tạo ra điều kiện mất điện ở những nơi có dòng chảy qua khi gió gây ra tuyết thổi mạnh. Loại snowsquall này thường kéo dài dưới 30 phút tại bất kỳ điểm nào trên đường đi của nó, nhưng chuyển động của dòng có thể bao phủ khoảng cách lớn. Các front có thể tạo thành một khoảng cách ngắn phía trước mặt lạnh phía trước hoặc phía sau mặt lạnh, nơi có thể có một hệ thống áp suất thấp sâu hoặc một loạt các đường máng hoạt động tương tự như một lối đi phía trước lạnh truyền thống. Trong tình huống mà gió giật phát triển hậu front thì không phải là bất thường để có hai hoặc ba băng squall thẳng vượt qua nhanh chóng chỉ cách nhau 25 dặm (40 km) đi cùng với nhau đi qua cùng một điểm trong khoảng 30 phút. Trong trường hợp có một lượng lớn tăng trưởng theo chiều dọc và pha trộn, thì có thể phát triển các đám mây tích lũy nhúng, dẫn đến sét và sấm. 
Front ấm áp có thể tạo ra tuyết trong một khoảng thời gian, vì không khí ấm, ẩm sẽ đè lên không khí đóng băng bên dưới và tạo ra mưa ở ranh giới. Thông thường, tuyết chuyển sang mưa trong khu vực ấm áp phía sau front.

#### Hiệu ứng hồ và đại dương

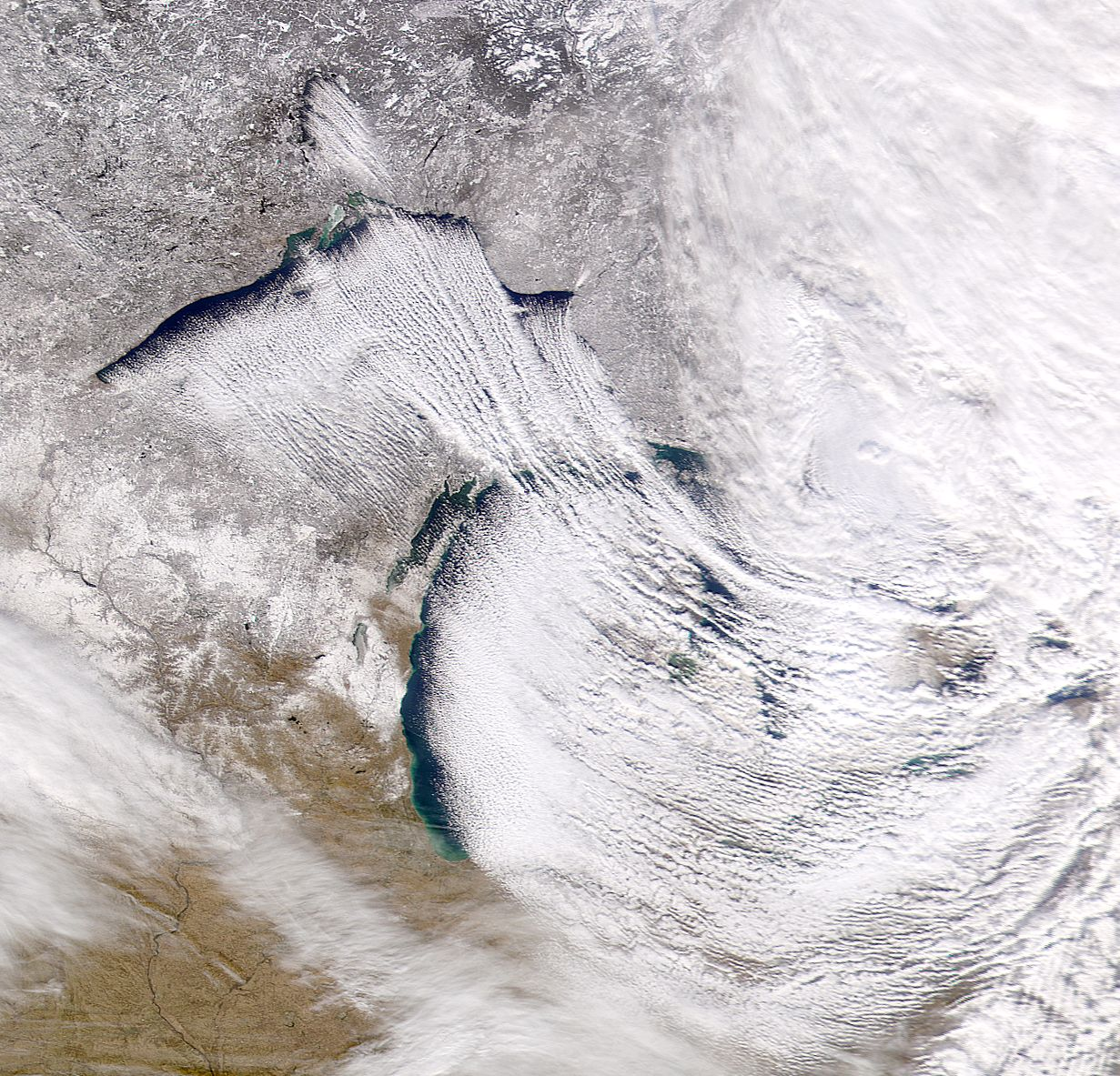
Gió mùa đông bắc lạnh lẽo trên hồ Superior và hồ Michigan tạo ra tuyết rơi hiệu ứng hồ

Tuyết hiệu ứng hồ được tạo ra trong điều kiện khí quyển mát hơn khi một khối không khí lạnh di chuyển qua vùng nước hồ ấm hơn kéo dài, làm ấm lớp không khí thấp hơn lấy hơi nước từ hồ, bốc lên qua không khí lạnh hơn ở trên, đóng băng và lắng đọng trên dưới gió (hướng gió) bờ. 
Hiệu ứng tương tự cũng xảy ra đối với các vùng nước mặn, khi nó được gọi là hiệu ứng đại dương hoặc tuyết hiệu ứng vịnh. Hiệu ứng được tăng cường khi khối không khí chuyển động được nâng lên nhờ ảnh hưởng địa hình của độ cao cao hơn trên bờ gió. Sự nâng cao này có thể tạo ra các dải mưa hẹp nhưng rất dữ dội, chúng lắng đọng với tốc độ nhiều inch tuyết mỗi giờ, thường dẫn đến một lượng lớn tuyết rơi.
Các khu vực bị ảnh hưởng bởi tuyết hiệu ứng hồ được gọi là vành đai tuyết. Chúng bao gồm các khu vực phía đông Hồ Lớn, bờ biển phía bắc của Nhật Bản, Bán đảo Kamchatka ở Nga và các khu vực gần Hồ Muối Lớn, Biển Đen, Biển Caspi, Biển Baltic và một phần của Bắc Đại Tây Dương.

#### Hiệu ứng núi
Tuyết rơi tự nhiên hoặc cứu trợ được tạo ra khi không khí ẩm bị đẩy lên phía gió của các dãy núi bởi luồng gió quy mô lớn. Việc nâng không khí ẩm lên phía sườn của một dãy núi dẫn đến việc làm mát đáng tin cậy, và cuối cùng là ngưng tụ và kết tủa. Độ ẩm dần dần được loại bỏ khỏi không khí bằng quá trình này, để lại không khí khô hơn và ấm hơn ở phía bên giảm dần, hoặc phía dưới. Kết quả là tuyết rơi tăng cường , cùng với việc giảm nhiệt độ với độ cao , kết hợp để tăng độ sâu của tuyết và sự tồn tại dai dẳng của tuyết trong các khu vực dễ có tuyết.
Sóng núi cũng đã được tìm thấy để giúp tăng cường lượng mưa theo chiều gió của các dãy núi bằng cách tăng cường lực nâng cần thiết cho sự ngưng tụ và lượng mưa.

### Vật lý đám mây

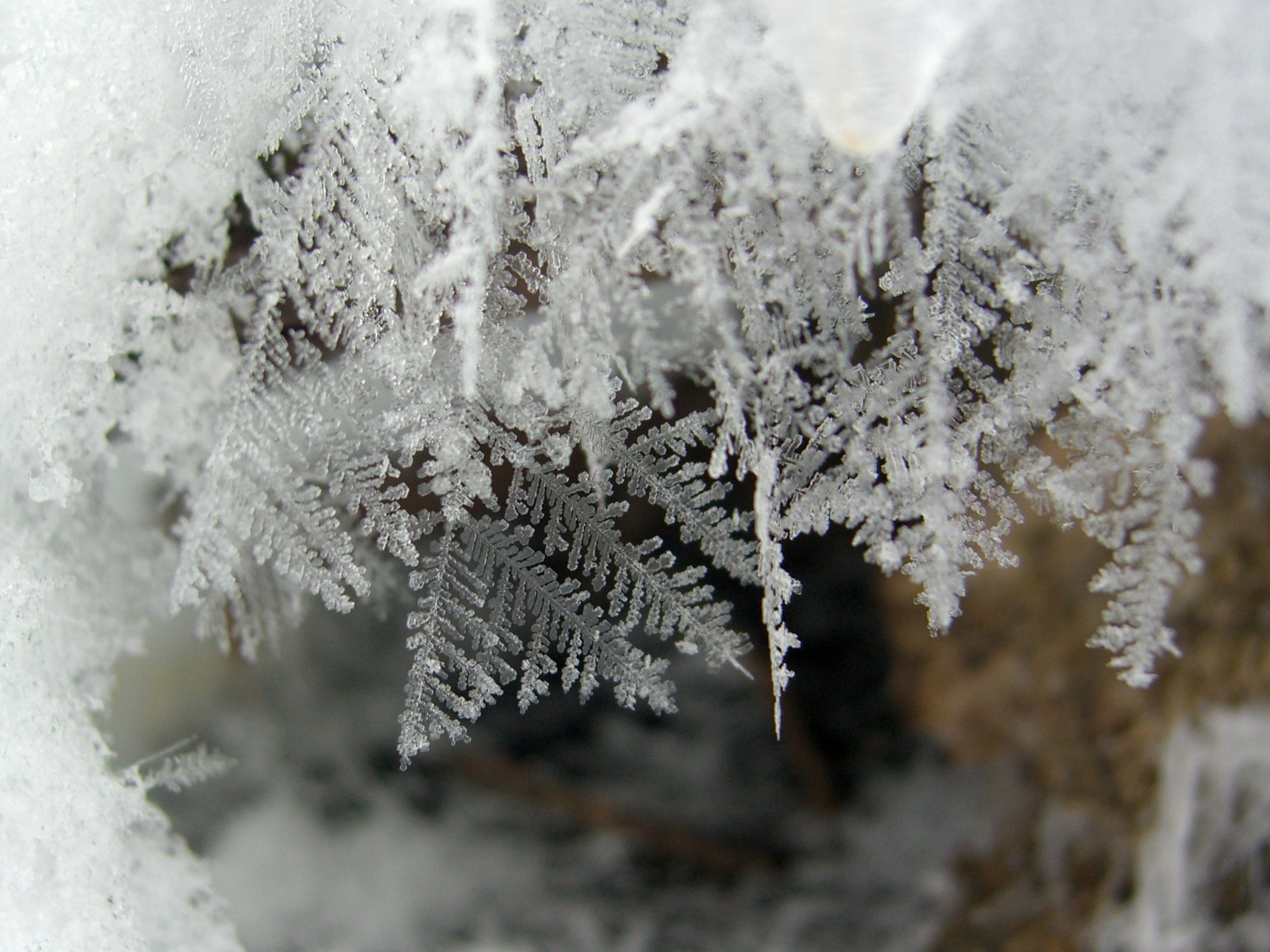
Những bông tuyết mới rơi

Một bông tuyết bao gồm khoảng 1019 phân tử nước, được thêm vào lõi của nó ở các tốc độ khác nhau và theo các kiểu khác nhau, tùy thuộc vào nhiệt độ và độ ẩm thay đổi trong bầu khí quyển mà bông tuyết rơi trên mặt đất. Kết quả là, những bông tuyết khác nhau giữa chúng, trong khi theo mô hình tương tự. 
Các tinh thể tuyết hình thành khi các đám mây siêu nhỏ siêu nhỏ (khoảng 10 μm đường kính) đóng băng. Những giọt này có thể duy trì chất lỏng ở nhiệt độ thấp hơn −18 °C (0 °F), vì để đóng băng, một vài phân tử trong giọt cần kết hợp với nhau một cách tình cờ để tạo thành một sự sắp xếp tương tự như trong mạng tinh thể băng. Sau đó, giọt nước đóng băng xung quanh "hạt nhân" này. Trong các đám mây ấm hơn, một hạt aerosol hoặc "hạt nhân băng" phải có mặt trong (hoặc tiếp xúc với) giọt để hoạt động như một hạt nhân. Hạt nhân băng rất hiếm so với hạt nhân ngưng tụ đám mây mà trên đó các giọt chất lỏng hình thành. Đất sét, bụi sa mạc và các hạt sinh học có thể là hạt nhân. Hạt nhân nhân tạo bao gồm các hạt bạc iod và đá khô, và chúng được sử dụng để kích thích lượng mưa trong hạt giống đám mây.
Khi một giọt nước đóng băng, nó sẽ phát triển trong môi trường siêu bão hòa, nơi mà không khí bị bão hòa đối với nước đá khi nhiệt độ dưới điểm đóng băng. Các giọt sau đó phát triển bằng cách khuếch tán các phân tử nước trong không khí (hơi) lên bề mặt tinh thể băng nơi chúng được thu thập. Bởi vì các giọt nước nhiều hơn rất nhiều so với các tinh thể băng do sự phong phú tuyệt đối của chúng, các tinh thể có thể phát triển tới hàng trăm micromet hoặc milimet với chi phí của các giọt nước theo quy trình của Wegener. Sự cạn kiệt tương ứng của hơi nước làm cho các tinh thể băng phát triển với chi phí của các giọt nước. Những tinh thể lớn này là một nguồn kết tủa hiệu quả, vì chúng rơi vào khí quyển do khối lượng của chúng, và có thể va chạm và dính vào nhau thành cụm, hoặc tập hợp. Những cốt liệu này là những bông tuyết, và thường là loại hạt băng rơi xuống đất. Mặc dù băng rõ ràng, sự tán xạ ánh sáng bởi các mặt tinh thể và các hốc / không hoàn hảo có nghĩa là các tinh thể thường xuất hiện màu trắng do sự phản xạ khuếch tán của toàn bộ phổ ánh sáng bởi các hạt băng nhỏ.

### Phân loại bông tuyết

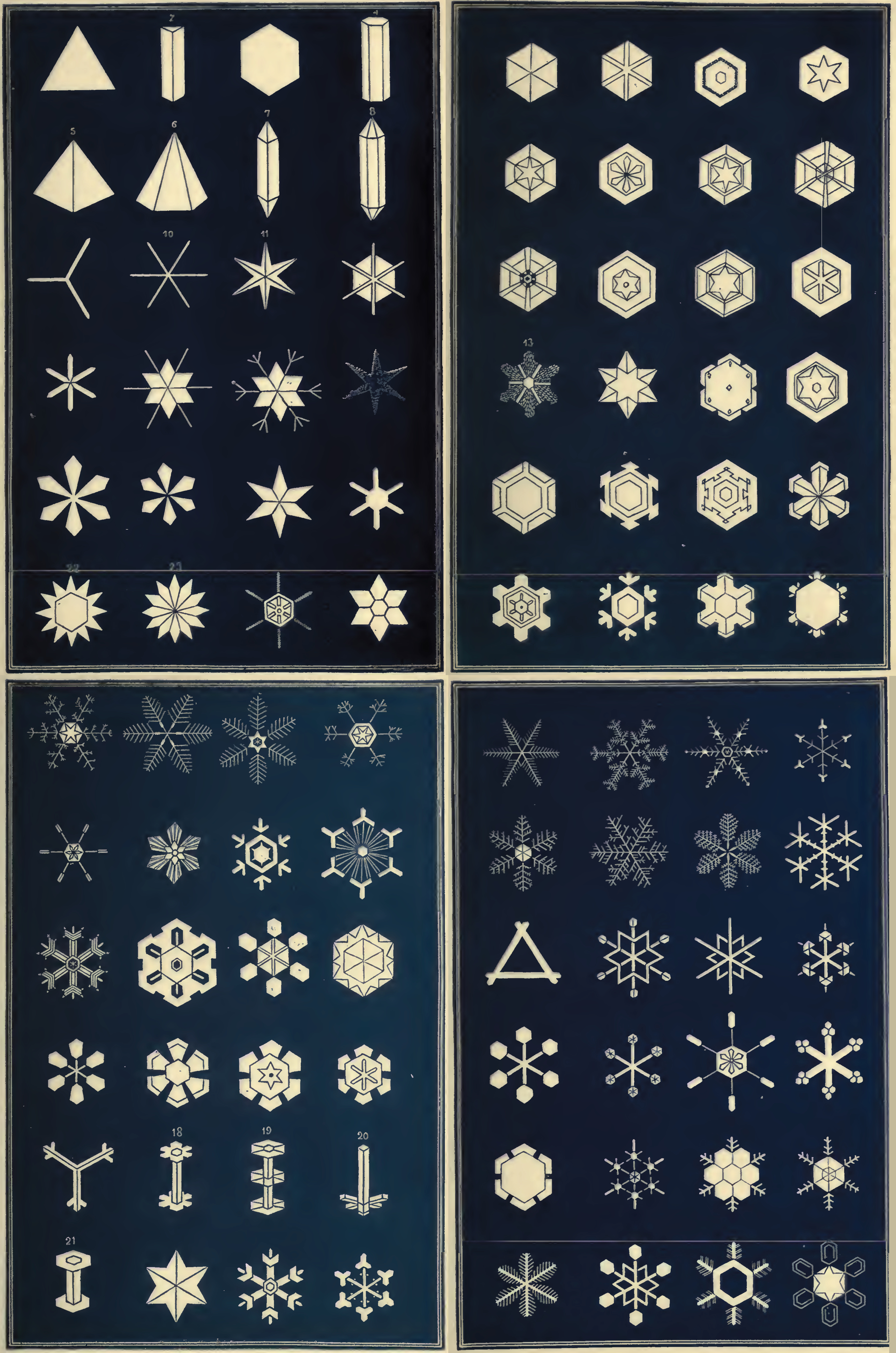
Một phân loại sớm của những bông tuyết của Israel Perkins Warren

Ảnh vi mô của hàng ngàn bông tuyết từ năm 1885 trở đi, bắt đầu với Wilson Alwyn Bentley, cho thấy sự đa dạng của các bông tuyết trong một tập các mẫu có thể phân loại. Kết hợp chặt chẽ tinh thể tuyết đã được quan sát.
Ukichiro Nakaya đã phát triển một sơ đồ hình thái tinh thể, liên quan đến hình dạng tinh thể với điều kiện nhiệt độ và độ ẩm mà chúng hình thành, được tóm tắt trong bảng sau.
Nakaya phát hiện ra rằng hình dạng cũng là một chức năng cho dù độ ẩm phổ biến là trên hay dưới độ bão hòa. Các hình thức bên dưới xu hướng bão hòa nhiều hơn về phía rắn và nhỏ gọn. Các tinh thể hình thành trong xu hướng không khí siêu bão hòa nhiều hơn về phía ren, tinh tế và trang trí công phu. Nhiều mô hình tăng trưởng phức tạp hơn cũng hình thành như các mặt phẳng phụ, đạn hồng và các loại mặt phẳng tùy thuộc vào các điều kiện và hạt nhân băng. Nếu một tinh thể đã bắt đầu hình thành trong một chế độ tăng trưởng cột, vào khoảng −5 °C (23 °F), và sau đó rơi vào chế độ giống như tấm ấm hơn, sau đó tấm hoặc tinh thể dendritic mọc lên ở cuối cột, tạo ra cái gọi là "cột có nắp".
Magono và Lee đã nghĩ ra một cách phân loại các tinh thể tuyết mới hình thành bao gồm 80 hình dạng khác nhau. Họ ghi lại từng tài liệu với các vi ảnh.

## Tích tụ

Một hình ảnh động của sự thay đổi tuyết theo mùa, dựa trên hình ảnh vệ tinh

Tuyết tích tụ từ một loạt các sự kiện tuyết, được nhấn mạnh bằng cách đóng băng và tan băng, trên các khu vực đủ lạnh để giữ tuyết theo mùa hoặc lâu năm. Các khu vực dễ bị tuyết bao gồm Bắc Cực và Nam Cực, Bắc bán cầu và các vùng núi cao. Chất lỏng tương đương với tuyết rơi có thể được đánh giá bằng máy đo tuyết  hoặc với máy đo mưa tiêu chuẩn, được điều chỉnh cho mùa đông bằng cách loại bỏ phễu và xi lanh bên trong. Cả hai loại máy đo đều làm tan tuyết tích lũy và báo cáo lượng nước thu được. Tại một số trạm thời tiết tự động, một cảm biến độ sâu tuyết siêu âm có thể được sử dụng để làm tăng máy đo lượng mưa.

## Sự kiện

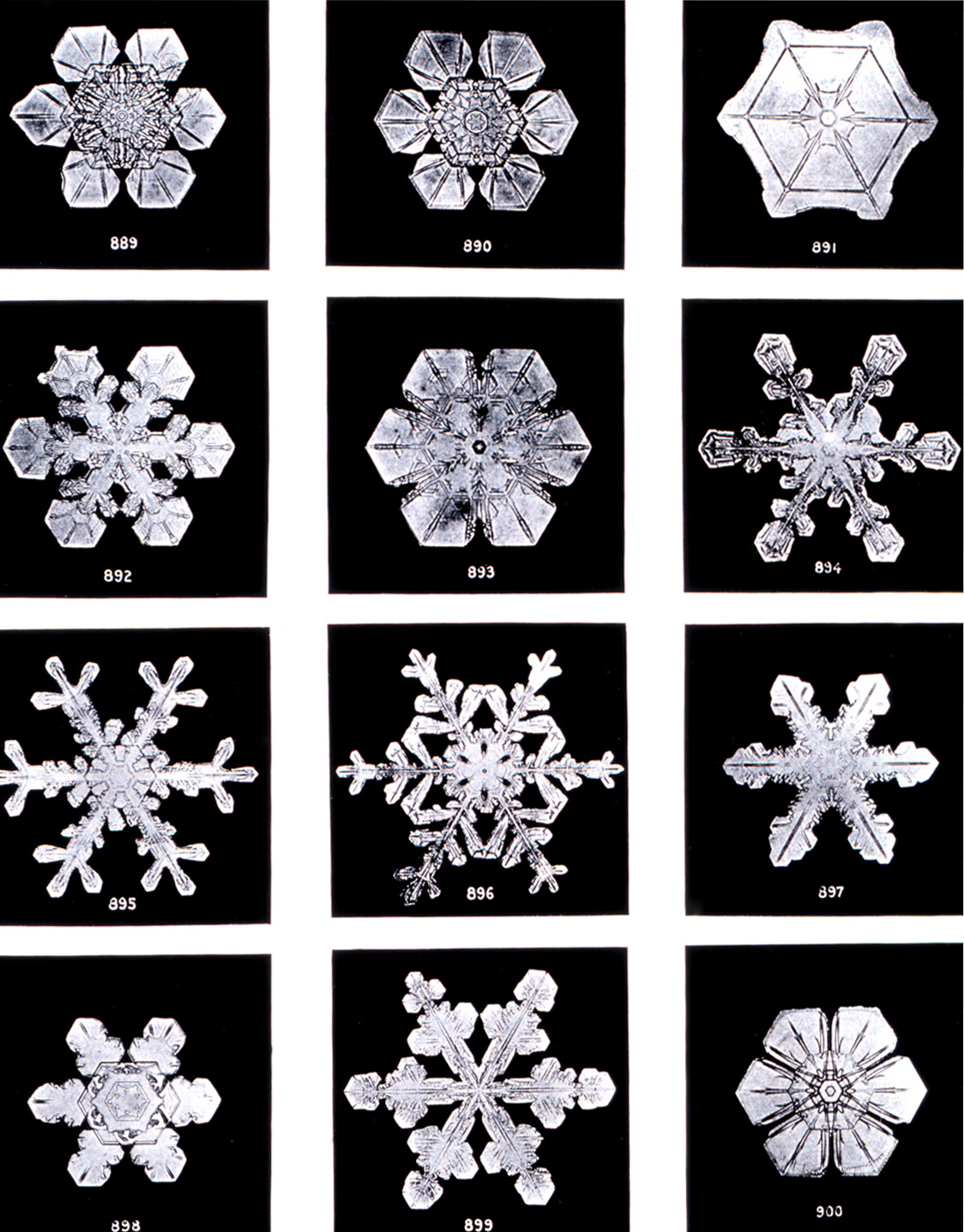
Tinh thể tuyết

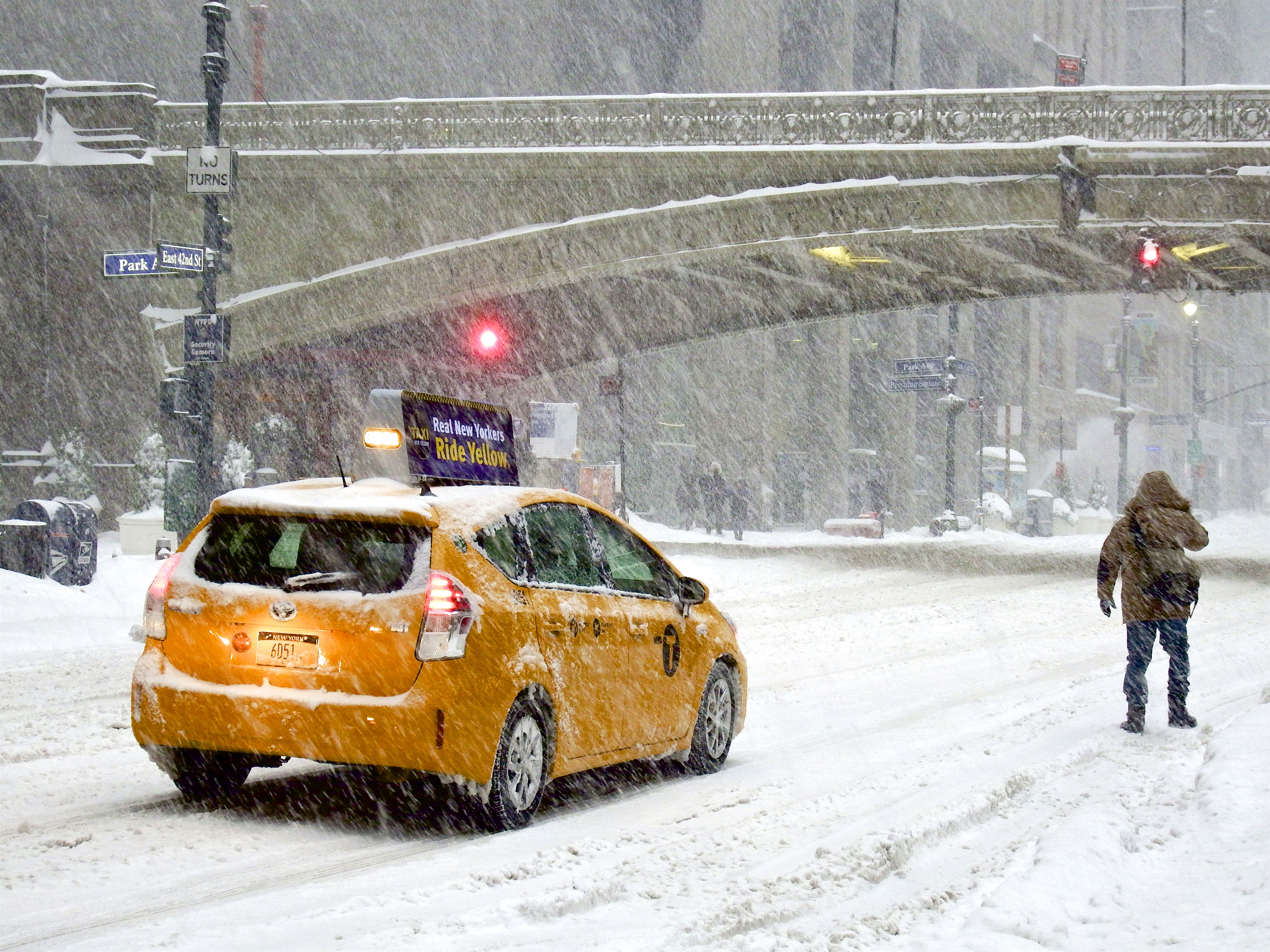
Thành phố New York trong một trận bão tuyết năm 2016, trong đó sản xuất cơn gió địa phương lên đến 42 mph và giảm 27,5 in tuyết, phá vỡ kỷ lục tuyết rơi một ngày của thành phố.

Mưa phùn tuyết, mưa tuyết, bão tuyết và bão tuyết lớn mô tả các sự kiện tuyết có thời gian và cường độ lớn dần. Bão tuyết là một điều kiện thời tiết liên quan đến tuyết và có các định nghĩa khác nhau ở các khu vực khác nhau trên thế giới. Trong nước Mỹ, một trận bão tuyết xảy ra khi hai điều kiện được đáp ứng trong thời gian ba giờ trở lên: Một duy trì gió hay cơn thường xuyên đến 35 dặm Anh trên giờ (56 km/h)   và tuyết đủ trong không khí để giảm tầm nhìn xuống dưới 0,4 kilômét (0,25 mi). Ở Canada và Vương quốc Anh, các tiêu chí tương tự nhau. Mặc dù tuyết rơi dày thường xảy ra trong điều kiện bão tuyết, tuyết rơi không phải là một yêu cầu, vì tuyết thổi có thể tạo ra một trận bão tuyết trên mặt đất.
Cường độ bão tuyết có thể được phân loại theo tầm nhìn và độ sâu tích lũy tuyết. Cường độ của tuyết rơi được xác định bởi tầm nhìn, như sau:
- Nhẹ: tầm nhìn lớn hơn 1 kilômét (0,6 mi)
- Trung bình: hạn chế tầm nhìn trong khoảng 0,5 và 1 kilômét (0,3 và 0,6 mi)
- Nặng: tầm nhìn dưới 0,5 kilômét (0,3 mi)

Phân loại quốc tế về tuyết theo mùa trên mặt đất định nghĩa "chiều cao của tuyết mới" là độ sâu của tuyết mới rơi, tính bằng centimet khi đo bằng thước, tích lũy trên ván trượt tuyết trong khoảng thời gian quan sát là 24 giờ hoặc khoảng thời gian quan sát khác. Sau khi đo, tuyết được xóa khỏi bảng và bảng được đặt phẳng với bề mặt tuyết để cung cấp một phép đo chính xác vào cuối khoảng tiếp theo. Việc tuyết nóng chảy, nén chặt, thổi và trôi góp phần gây khó khăn cho việc đo tuyết rơi.

### Phân phối
Các sông băng với những khối tuyết vĩnh cửu của chúng chiếm khoảng 10% bề mặt Trái Đất, trong khi tuyết theo mùa chiếm khoảng chín phần trăm, chủ yếu ở Bắc bán cầu, nơi tuyết rơi theo mùa khoảng 40 triệu kilômét vuông (15×106 dặm vuông Anh), theo một ước tính năm 1987. Một ước tính năm 2007 về độ phủ tuyết trên Bắc bán cầu cho thấy, trung bình, độ phủ tuyết nằm trong phạm vi tối thiểu là 2 triệu kilômét vuông (0,77×106 dặm vuông Anh) mỗi tháng 8 đến mức tối đa 45 triệu kilômét vuông (17×106 dặm vuông Anh) mỗi tháng một hoặc gần một nửa bề mặt đất ở bán cầu đó. Một nghiên cứu về phạm vi bao phủ tuyết ở Bắc bán cầu trong giai đoạn năm 1972,2002006 cho thấy mức giảm 0,5 triệu kilômét vuông (0,19×106 dặm vuông Anh)  trong khoảng thời gian 35 năm.

## Cấu trúc tinh thể

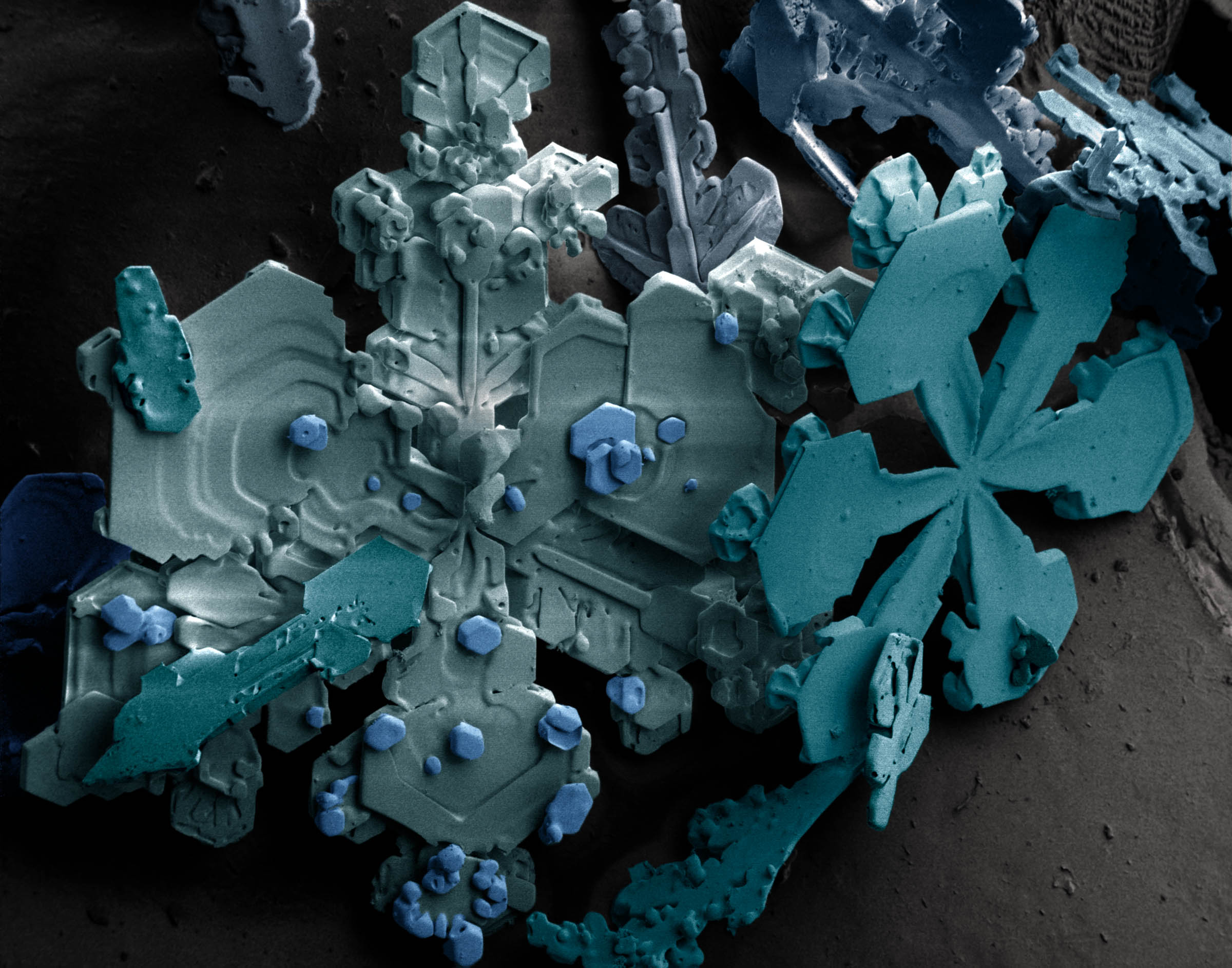
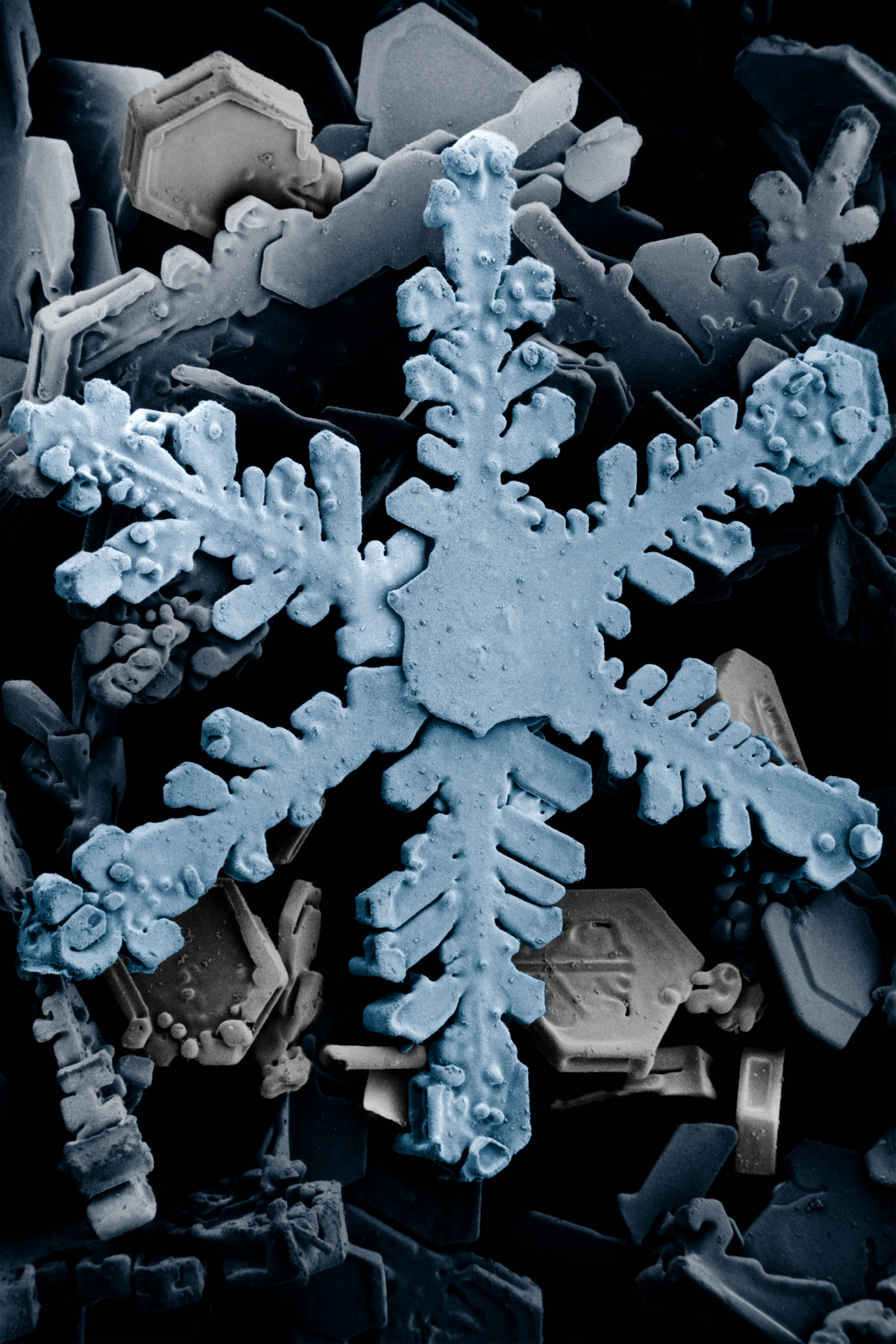
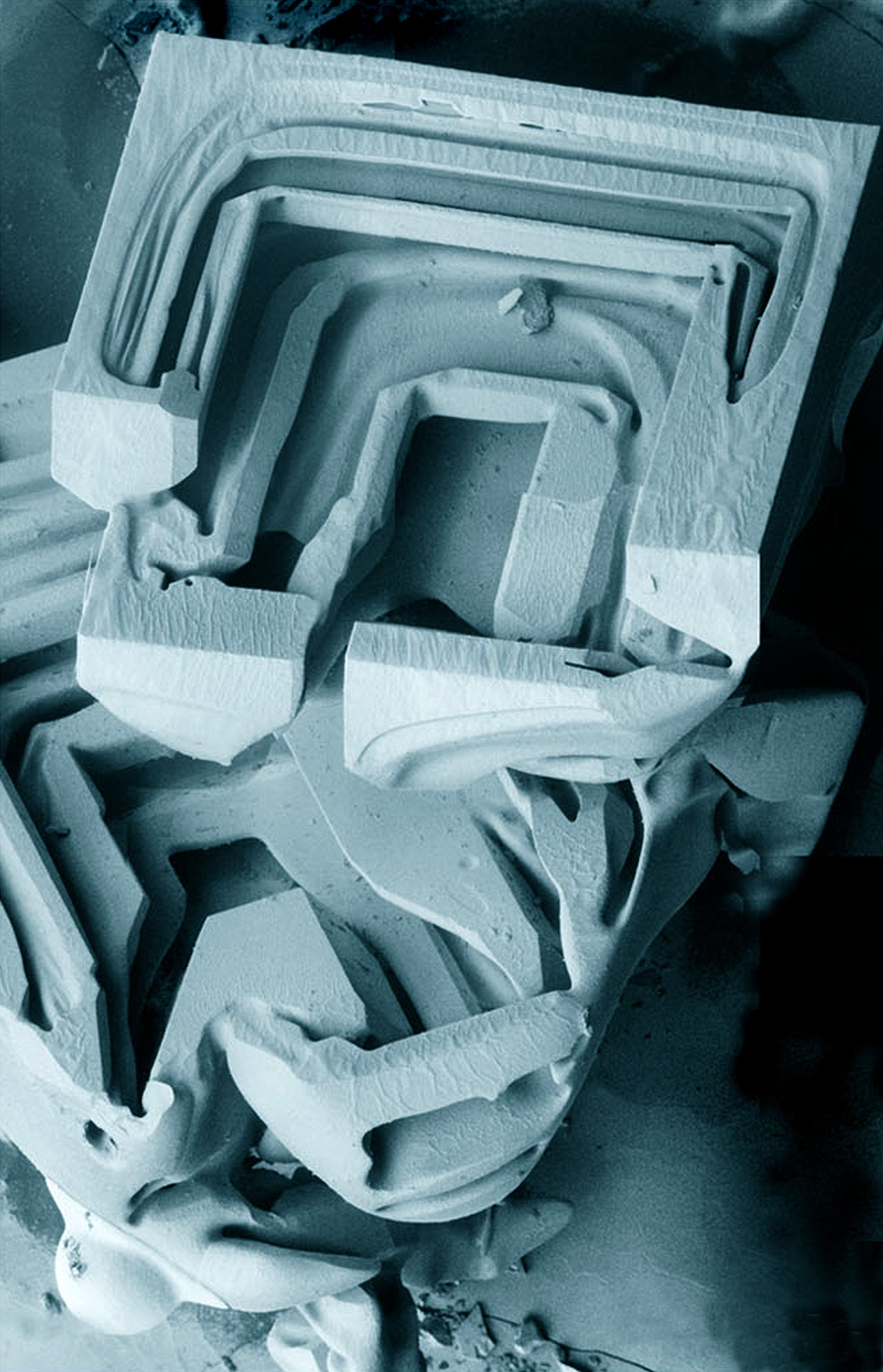
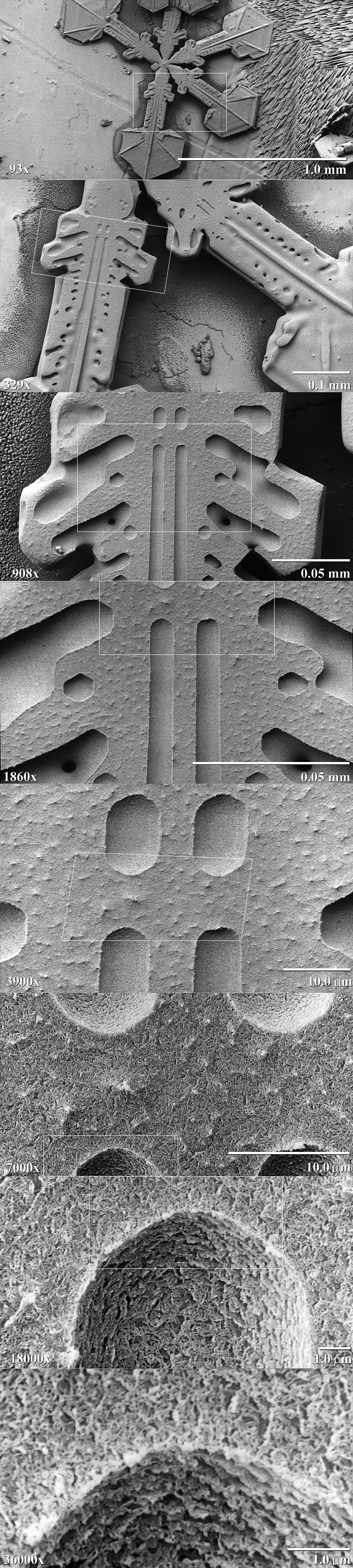
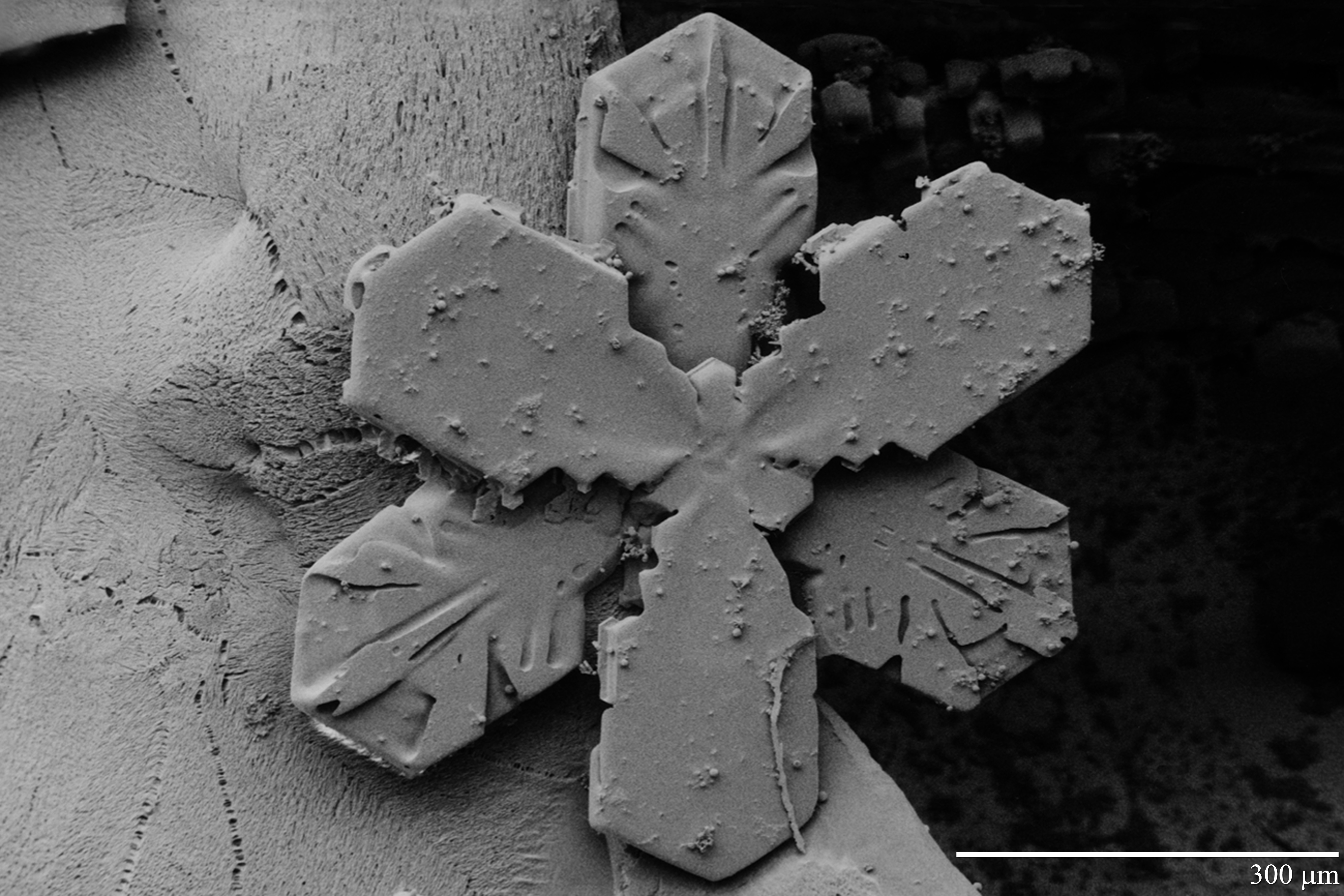
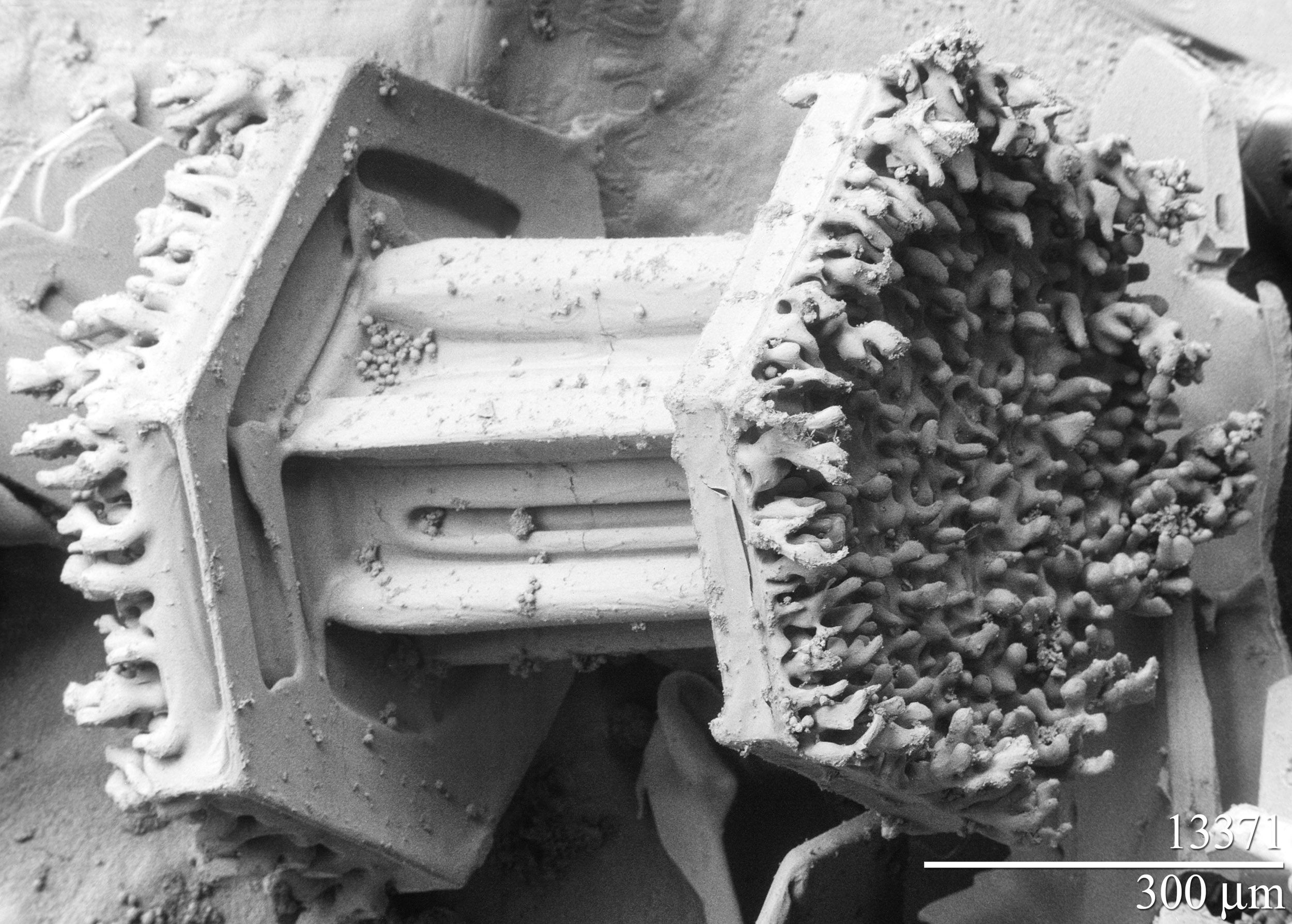
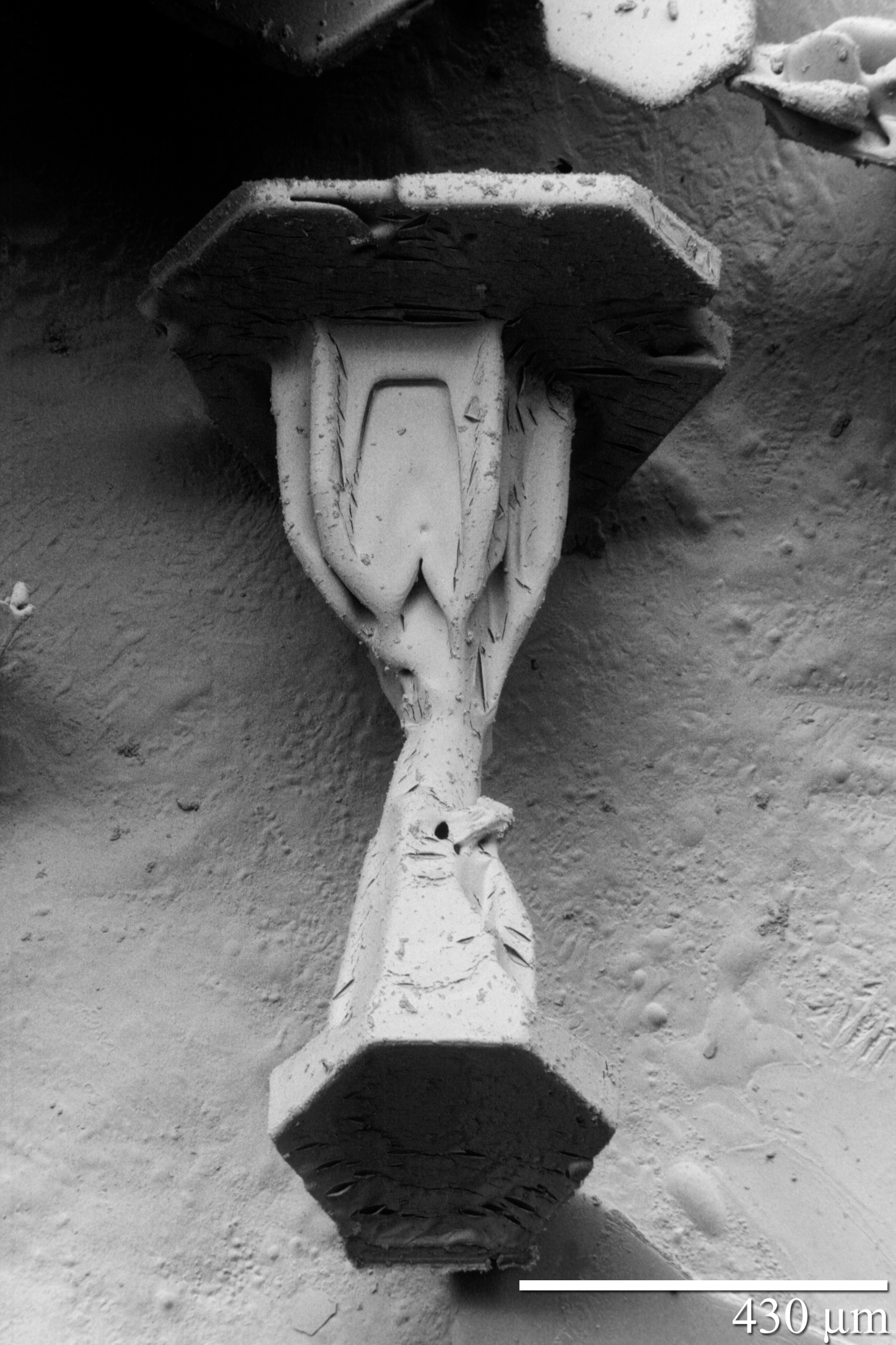

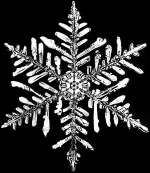
Tinh thể tuyết hình ngôi sao
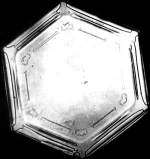
Tinh thể tuyết hình lăng trụ
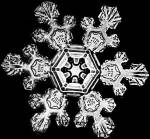
Dạng hỗn hợp

Tuyết sau khi rơi tan ở nhiệt độ cao hơn 0 °C, hoặc thấp hơn khi có ánh sáng mặt trời trực tiếp chiếu vào, tuyết có thể thăng hoa thành hơi nước không cần chuyển đổi sang nước. Độ trong khí cũng ảnh hưởng đến quá trình tan của tuyết, không khí càng khô thì tuyết càng ít tan hơn.
Tinh thể tuyết dưới kính hiển vi

## Phân loại tuyết

### Theo thời gian
- Tuyết mới rơi: (tuyết non) tuyết đã rơi ngắn hơn 3 ngày
- Tuyết cũ: (tuyết già) tuyết rơi hơn 3 ngày
- Băng: tuyết cũ nhưng được tan đi và đông lại thành 1 lớp trên bề mặt, tuyết đóng băng
- Băng hà: tuyết cũ ít nhất là 1 năm

### Theo độ ẩm
- Tuyết bột: tuyết khô, không dính nhau dưới tác dụng của áp suất
- Tuyết ẩm: tuyết dính lại với nhau dưới áp suất
- Tuyết ướt: tuyết nặng và ướt, có thể bóp chảy thành nước
- Tuyết hư: hỗn hợp giữa nước và những mãnh tuyết vỡ
- Ngoài ra phụ thuộc vào nhiệt độ còn có sự pha trộn giữa nước mưa và tuyết khi có mưa tuyết

## Hình ảnh

Mùa tuyết qua vệ tinh

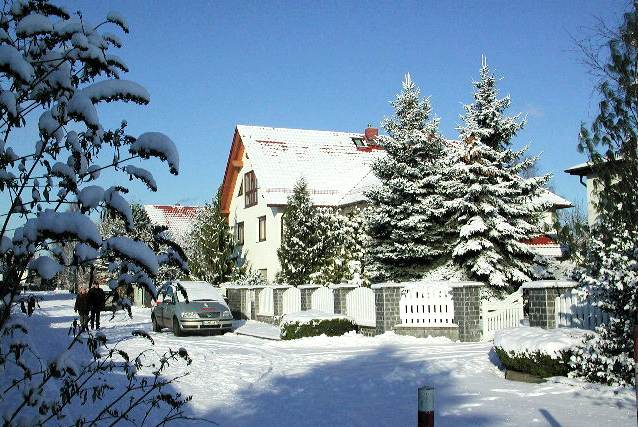
Nhà trong mùa đông
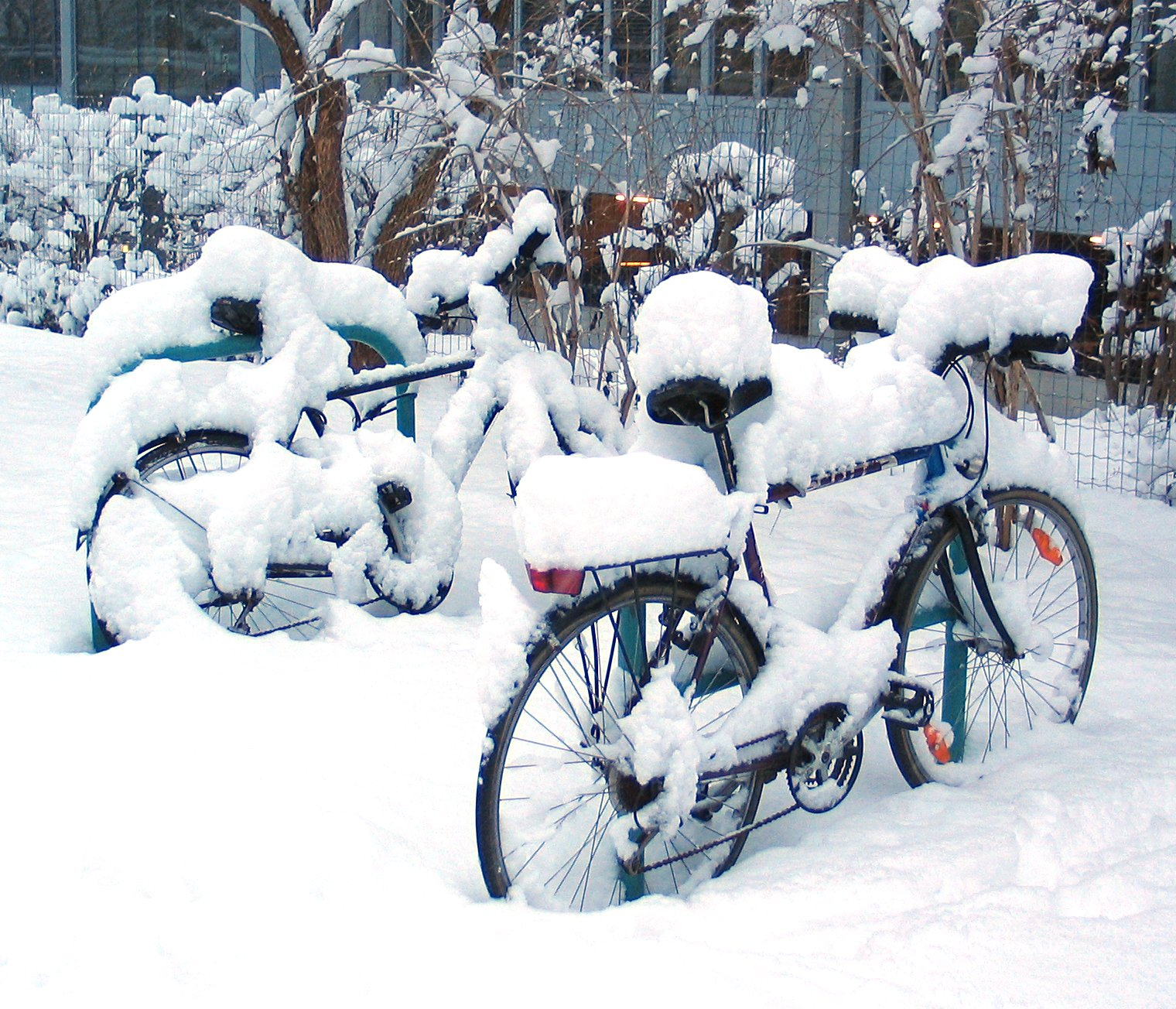
Xe đạp tuyết
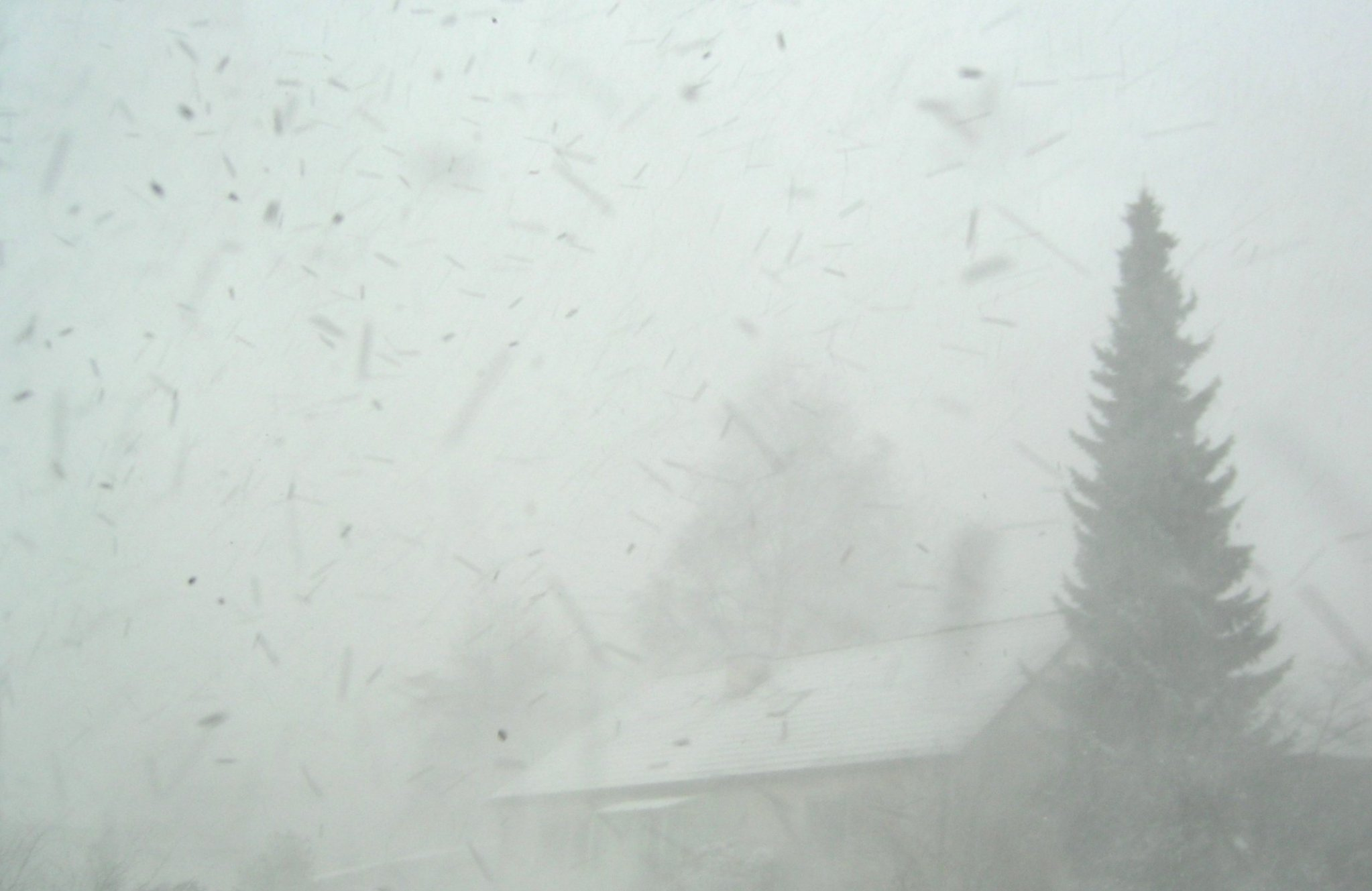
Một cơn bão tuyết nhỏ
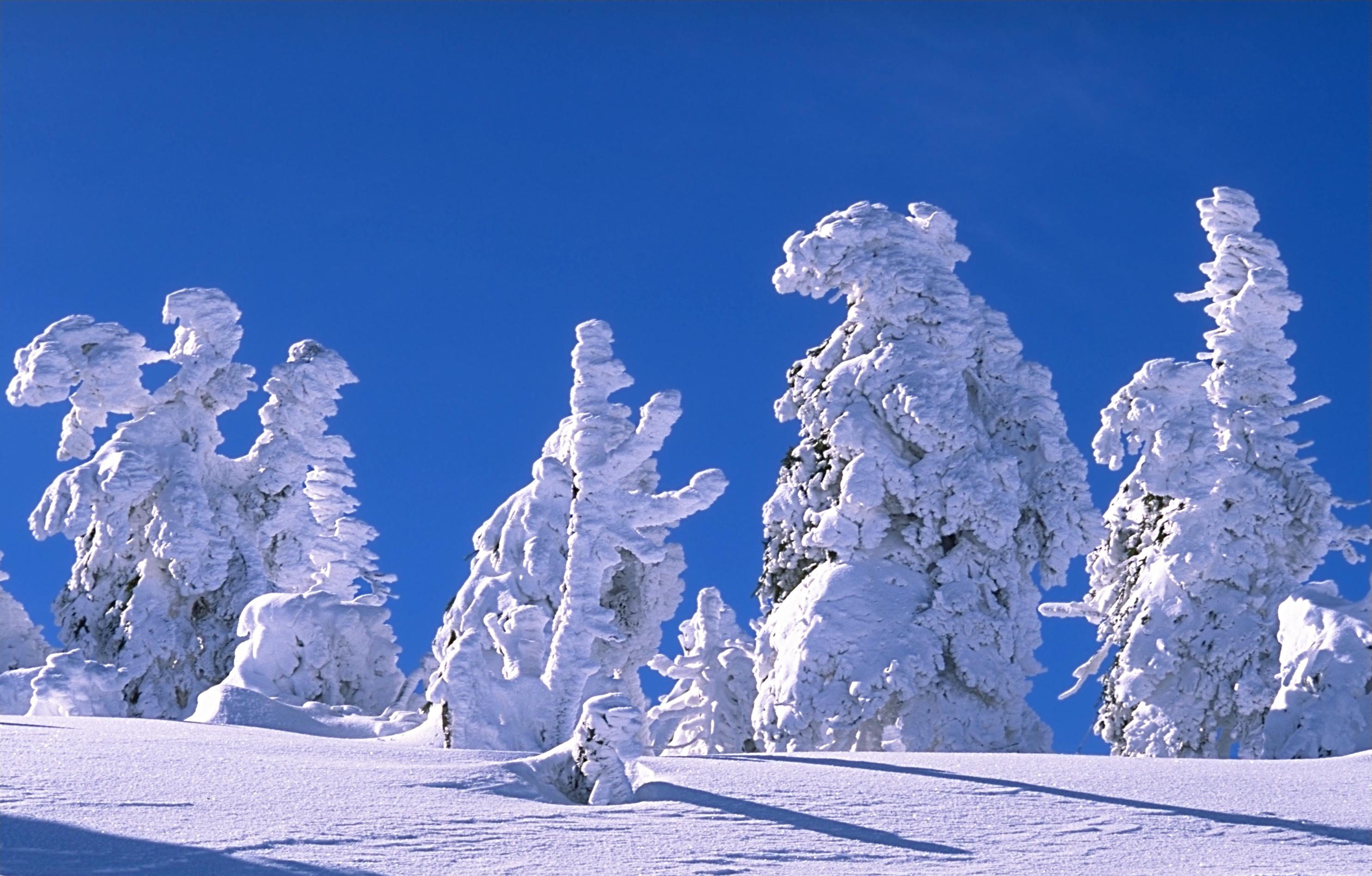
Tuyết trên đá
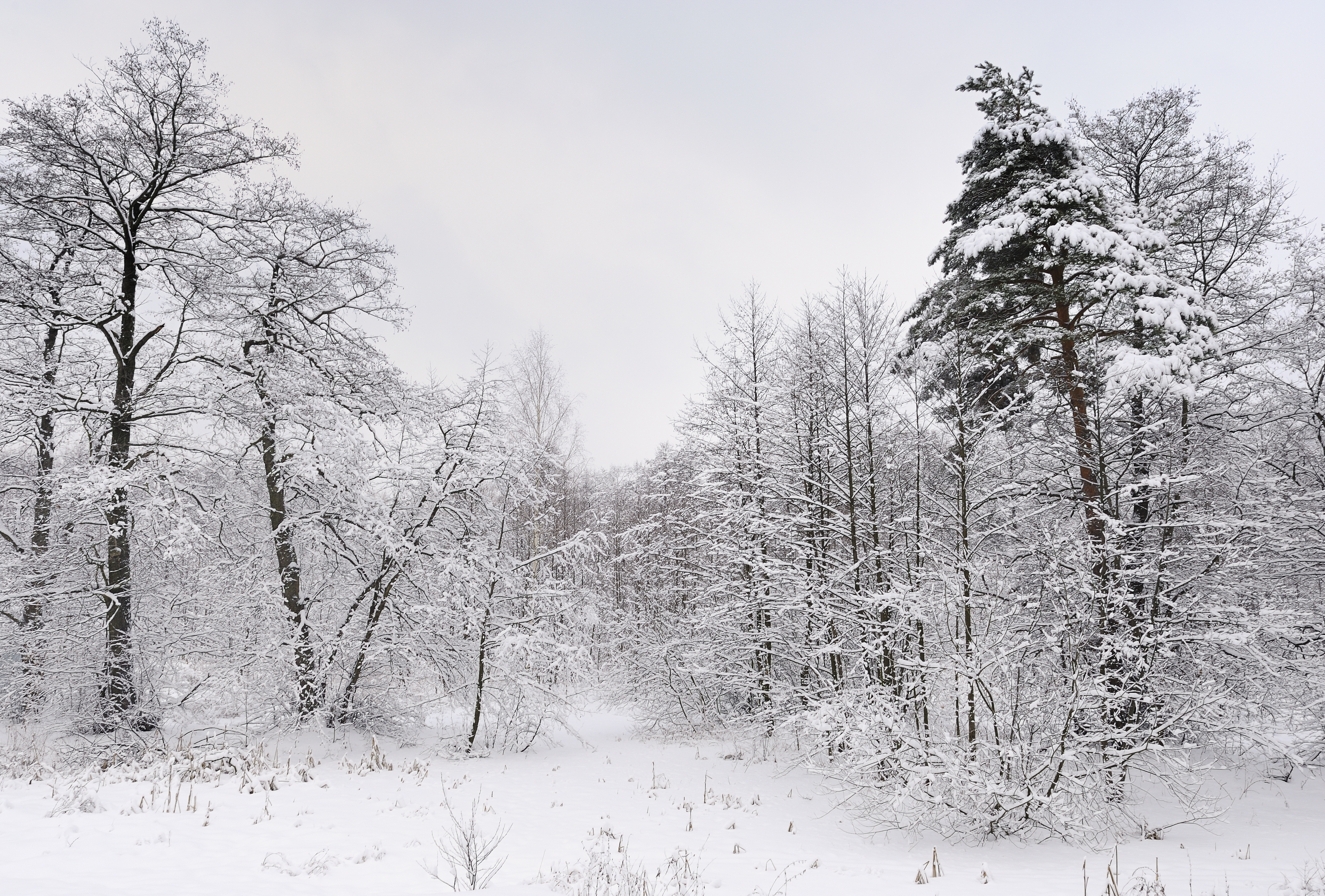
Tuyết trong rừng
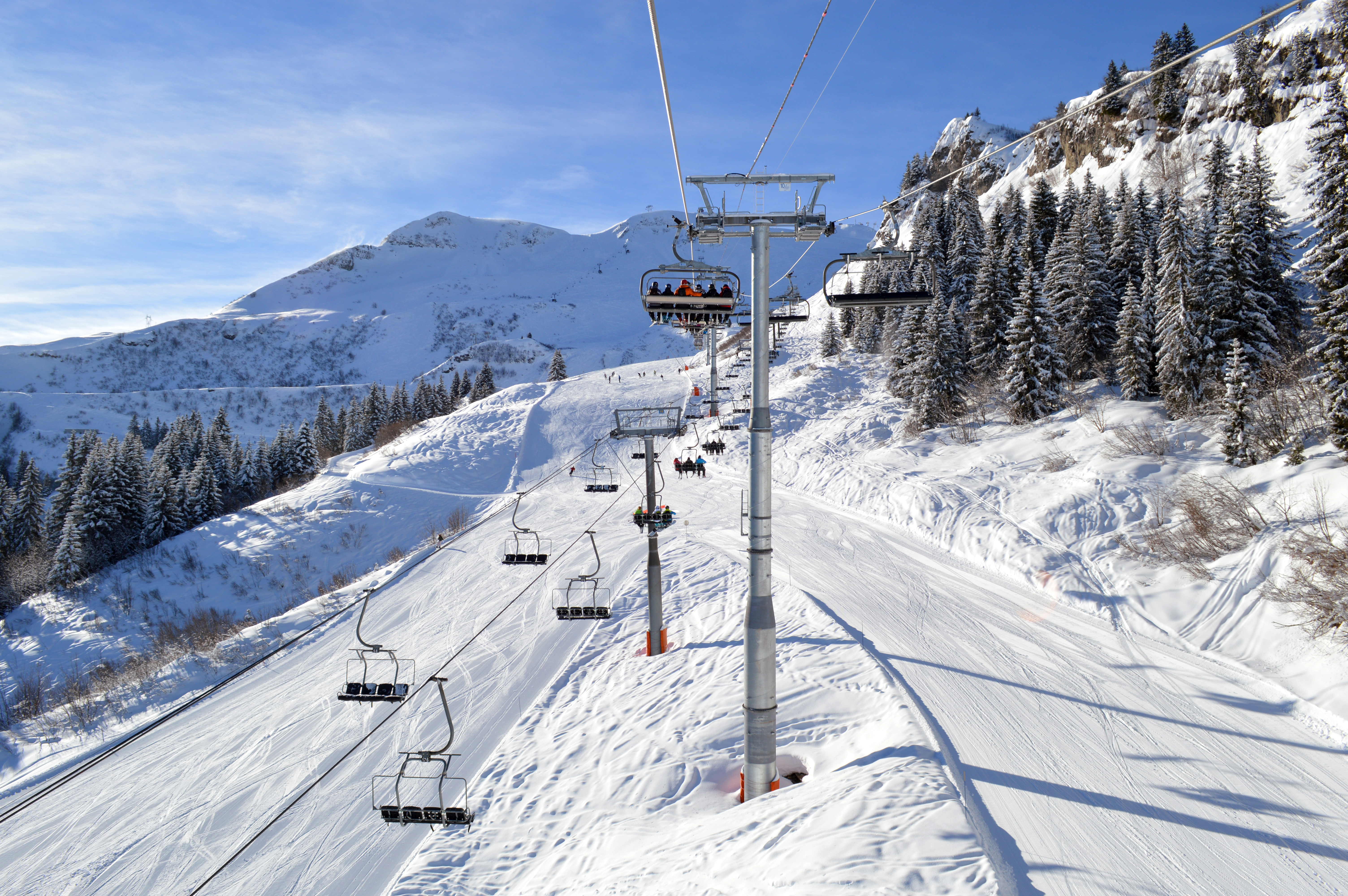
Xe cáp ở vùng trượt tuyết tại Haute-Savoie, Pháp
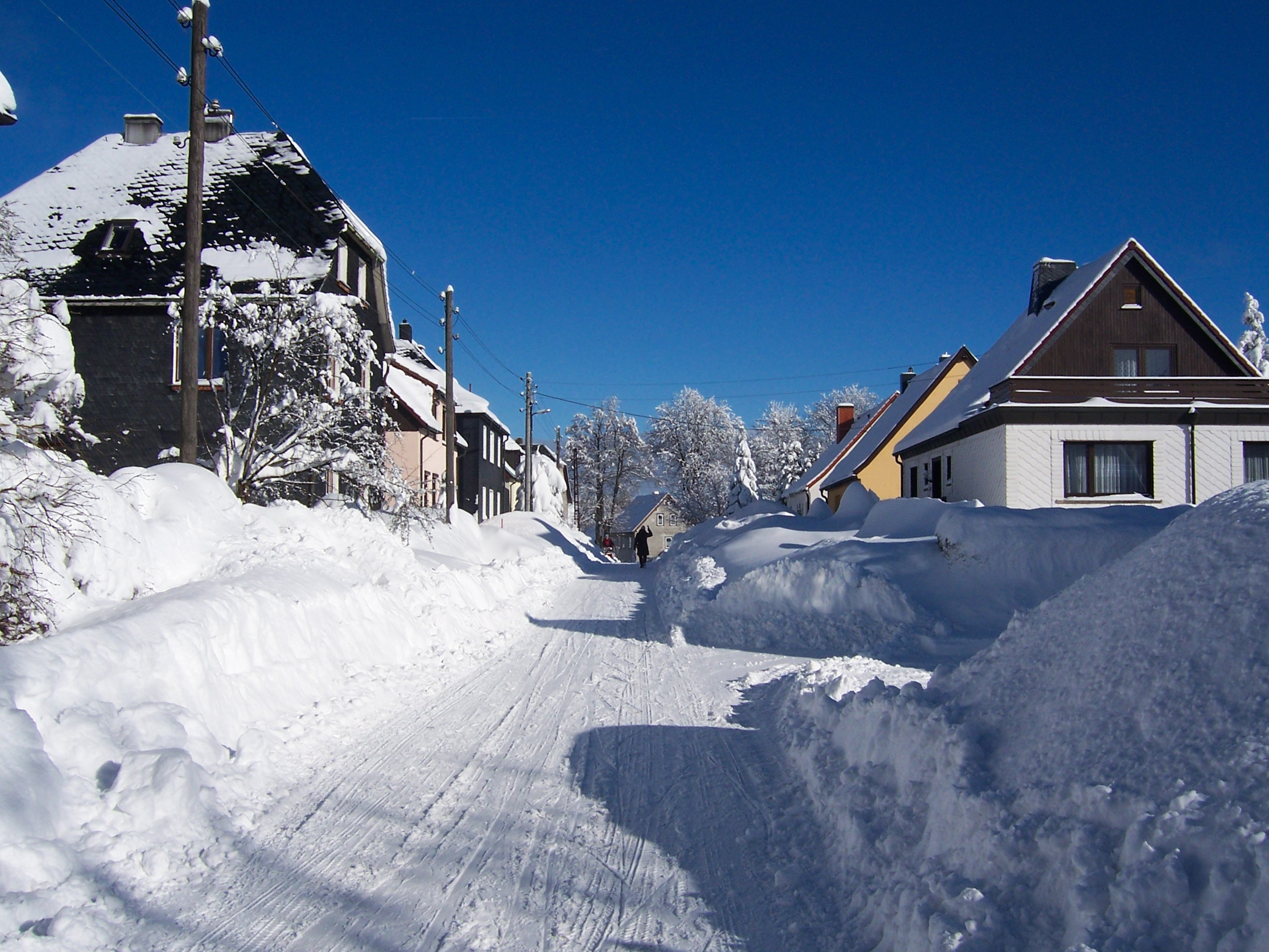
Tuyết trắng ở khu dân cư tại Thüringen, Đức.
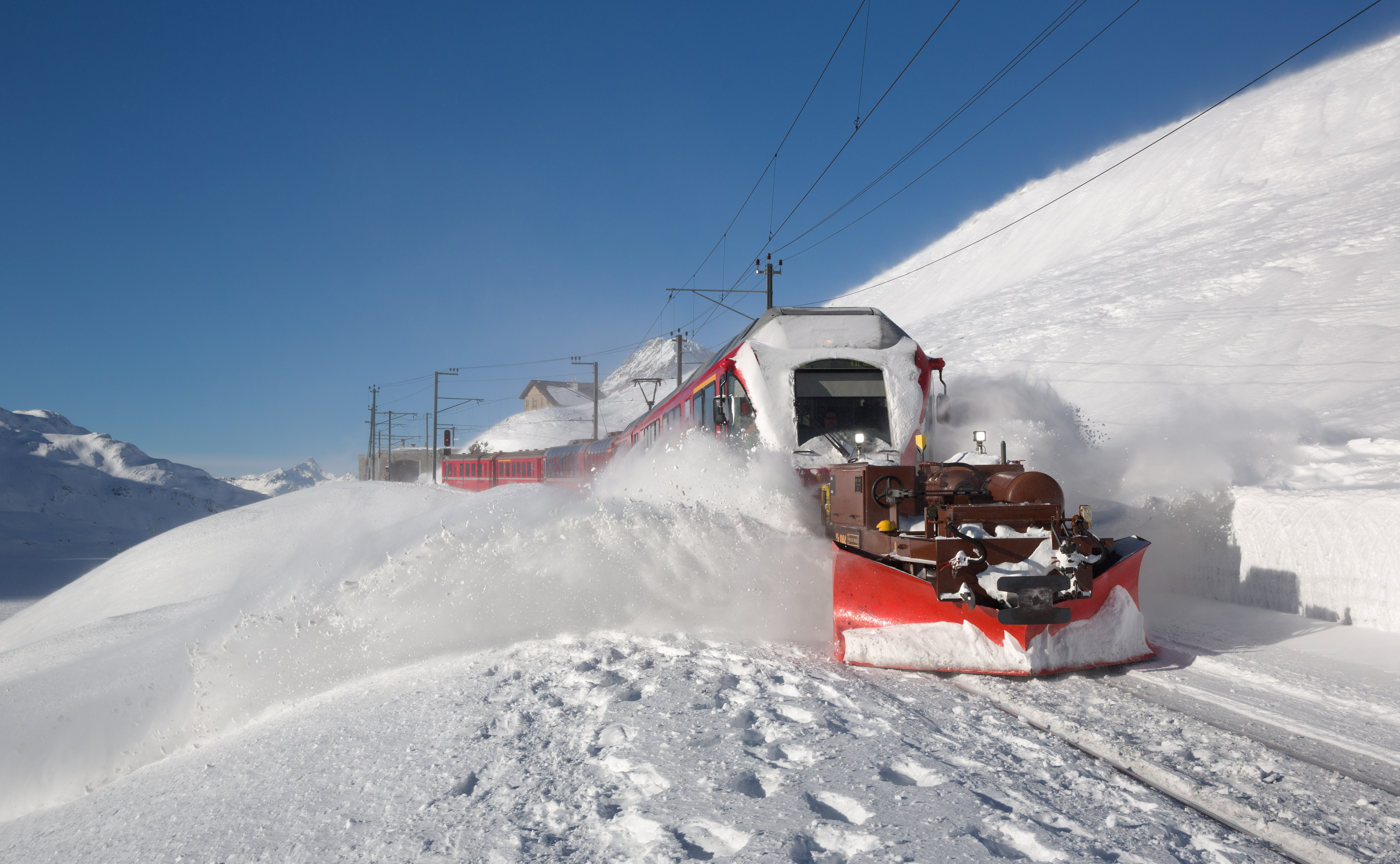
Xe lửa chạy gần đèo Bernina trong Dãy núi Bernina thuộc Thụy Sĩ với một bộ phận cào tuyết ở phía trước.
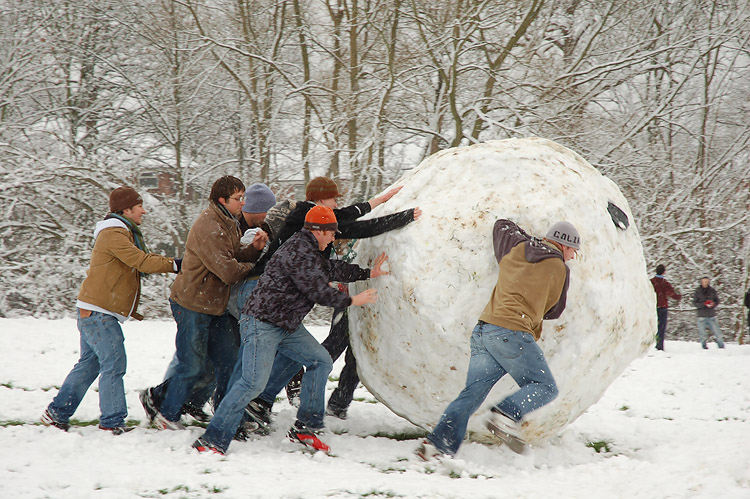
Một quả cầu tuyết lớn được tạo tại Oxford
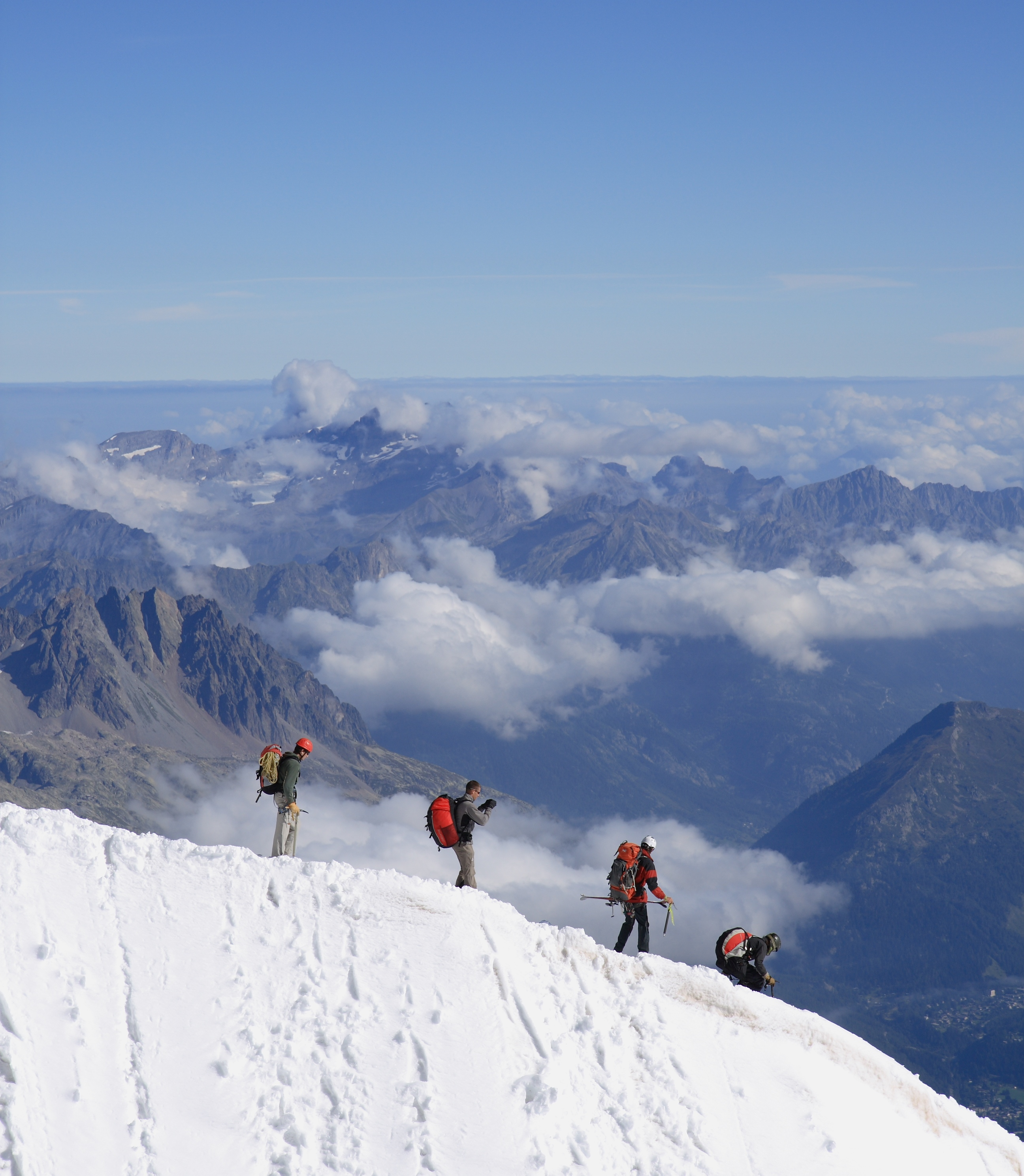
Những người leo núi trên ngọn Aiguille du Midi.
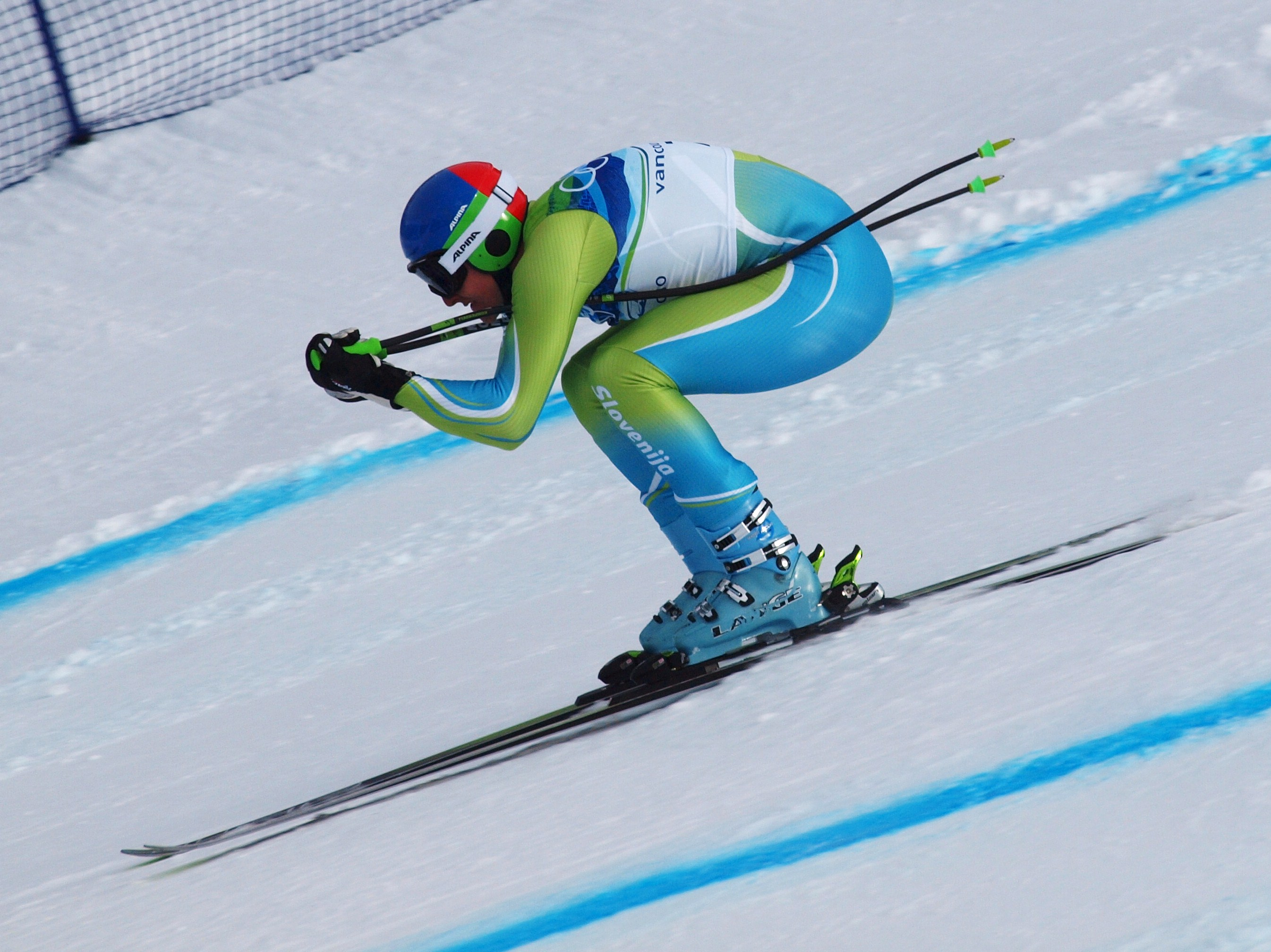
Môn thể thao trượt tuyết